# أستريد بيوركمان
أستريد بيوركمان (بالسويدية: Astrid Björkman)‏ هي طبيبة نفسية وطبيبة سويدية، ولدت في 9 يناير 1886 في Oskarshamn ‏ في السويد، وتوفيت في 20 يناير 1967 في أوبسالا في السويد.